# Fußball-Club Bayern München 2006-2007
Questa voce raccoglie le informazioni riguardanti il Fußball-Club Bayern München nelle competizioni ufficiali della stagione 2006-2007.

## Stagione
La stagione inizia con la sconfitta nella finale della Coppa di Lega subita contro il Werder Brema, ed in seguito il Bayern viene presto eliminato dalla coppa di Germania dall'Alemannia Aachen. Intanto però i bavaresi si qualificano agli ottavi di finale della Champions League insieme all'Inter, ma in campionato si allontanano dal vertice. Così, il 31 gennaio 2007 Felix Magath viene esonerato quando il Bayern è quarto a sei punti dalla vetta. A sedersi sulla panchina del club è nuovamente Ottmar Hitzfeld che, pur esordendo con una sconfitta per 3-0 contro il Norimberga, conduce la squadra al quarto posto finale in Bundesliga; in Champions, invece, i bavaresi sono eliminati nei quarti di finale dai futuri campioni del Milan. Dopo il 2-2 a San Siro, ottenuto grazie ad una doppietta del difensore belga Van Buyten, ai campioni di Germania basterebbe un pareggio per 0-0 o per 1-1 per accedere alle semifinali. Invece, nel match di ritorno disputato all'Allianz Arena, i rossoneri sconfiggono i padroni di casa con un netto 0-2, firmato nel primo tempo dal centrocampista Clarence Seedorf e dal centravanti Filippo Inzaghi. I due gol subiti nel giro di cinque minuti tagliano le gambe ai tedeschi che non riusciranno a reagire.  Il quarto posto in campionato significa estromissione dalla Champions League e qualificazione alla Coppa UEFA.

## Maglie e sponsor
|  | Casa |  | Trasferta |  | Terza |

## Rosa
| N. |                                 | Ruolo | Calciatore         |
| -- | ------------------------------- | ----- | ------------------ |
| 1  | Germania (bandiera)             | P     | Oliver Kahn        |
| 2  | Francia (bandiera)              | D     | Willy Sagnol       |
| 3  | Brasile (bandiera)              | D     | Lúcio              |
| 5  | Belgio (bandiera)               | D     | Daniel Van Buyten  |
| 6  | Argentina (bandiera)            | D     | Martín Demichelis  |
| 7  | Germania (bandiera)             | C     | Mehmet Scholl      |
| 8  | Iran (bandiera)                 | C     | Ali Karimi         |
| 10 | Paesi Bassi (bandiera)          | A     | Roy Makaay         |
| 11 | Germania (bandiera)             | A     | Lukas Podolski     |
| 14 | Perù (bandiera)                 | A     | Claudio Pizarro    |
| 17 | Paesi Bassi (bandiera)          | C     | Mark van Bommel    |
| 18 | Germania (bandiera)             | D     | Andreas Görlitz    |
| 20 | Bosnia ed Erzegovina (bandiera) | C     | Hasan Salihamidžić |

| N. |                        | Ruolo | Calciatore             |
| -- | ---------------------- | ----- | ---------------------- |
| 21 | Germania (bandiera)    | D     | Philipp Lahm           |
| 22 | Germania (bandiera)    | P     | Michael Rensing        |
| 23 | Inghilterra (bandiera) | C     | Owen Hargreaves        |
| 25 | Francia (bandiera)     | D     | Valérien Ismaël        |
| 29 | Germania (bandiera)    | P     | Bernd Dreher           |
| 30 | Germania (bandiera)    | D     | Christian Lell         |
| 31 | Germania (bandiera)    | C     | Bastian Schweinsteiger |
| 32 | Germania (bandiera)    | D     | Mats Hummels           |
| 33 | Germania (bandiera)    | P     | Thomas Kraft           |
| 36 | Germania (bandiera)    | C     | Stephan Fürstner       |
| 37 | Ghana (bandiera)       | D     | Christian Saba         |
| 38 | Camerun (bandiera)     | A     | Louis Ngwat-Mahop      |
| 39 | Germania (bandiera)    | C     | Andreas Ottl           |

## Organigramma societario
Area direttiva
- Presidente:  Franz Beckenbauer

Area tecnica
- Allenatore: Felix Magath (1ª-19ª), Ottmar Hitzfeld (20ª-34ª)
- Allenatore in seconda: Michael Henke
- Preparatore dei portieri: Sepp Maier
- Preparatori atletici:

## Calciomercato

### Sessione estiva
| Acquisti | Acquisti          | Acquisti                                  | Acquisti |
| R.       | Nome              | da                                        | Modalità |
| -------- | ----------------- | ----------------------------------------- | -------- |
| C        | Mark van Bommel   | Barcellona                                |          |
| C        | Stephan Fürstner  | {{Calcio Bayern München [A-Junioren]\|N}} |          |
| D        | Christian Lell    | Colonia                                   |          |
| A        | Lukas Podolski    | Colonia                                   |          |
| D        | Daniel Van Buyten | Amburgo                                   |          |

| Cessioni | Cessioni         | Cessioni       | Cessioni |
| R.       | Nome             | da             | Modalità |
| -------- | ---------------- | -------------- | -------- |
| C        | Michael Ballack  | Chelsea        |          |
| A        | Paolo Guerrero   | Amburgo        |          |
| D        | Jan Mauersberger | Greuther Fürth |          |

### Sessione invernale
| Acquisti | Acquisti | Acquisti | Acquisti |
| R.       | Nome     | da       | Modalità |
| -------- | -------- | -------- | -------- |

| Cessioni | Cessioni          | Cessioni  | Cessioni |
| R.       | Nome              | da        | Modalità |
| -------- | ----------------- | --------- | -------- |
| A        | Stefan Maierhofer | Coblenza  |          |
| C        | Julio dos Santos  | Wolfsburg |          |

## Risultati

### Bundesliga

#### Girone di andata
| Arbitro: | Kircher |

|                               |           |  |
| Makaay 24’ Schweinsteiger 55’ | Marcatori |  |

| Arbitro: | Rafati |

|            |           |                     |
| Júnior 52’ | Marcatori | 42’ Makaay 65’ Lahm |

| Monaco di Baviera 26 agosto 2006, ore 15:30 CEST 3ª giornata | Bayern Monaco | 0 – 0 referto | Norimberga | Allianz Arena (69 900 spett.)\| Arbitro: \| Kinhöfer \| |
| Arbitro:                                                     | Kinhöfer      |               |            |                                                         |

| Arbitro: | Meyer |

|                           |           |               |
| Wichniarek 25’ Kamper 84’ | Marcatori | 6’ van Bommel |

| Arbitro: | Schmidt |

|                            |           |         |
| Pizarro 39’ van Bommel 55’ | Marcatori | 38’ Dum |

| Arbitro: | Merk |

|           |           |  |
| Hanke 36’ | Marcatori |  |

| Arbitro: | Rafati |

|                                               |           |                        |
| Makaay 9’ Sagnol 15’ Pizarro 53’ Podolski 78’ | Marcatori | 58’ Fathi 73’ Pantelić |

| Arbitro: | Fandel |

|                                     |           |            |
| Diego 11’ Womé 34’ Lúcio 62’ (aut.) | Marcatori | 37’ Makaay |

| Arbitro: | Meyer |

|                           |           |  |
| Makaay 24’ van Bommel 29’ | Marcatori |  |

| Arbitro: | Kircher |

|                                  |           |                     |
| Løvenkrands 13’ K'obiashvili 20’ | Marcatori | 45’ Ottl 52’ Makaay |

| Arbitro: | Kinhöfer |

|  |           |            |
|  | Marcatori | 43’ Huszti |

| Arbitro: | Merk |

|                           |           |                                             |
| Kießling 48’ Athirson 80’ | Marcatori | 33’ Salihamidžić 83’ Demichelis 86’ Pizarro |

| Arbitro: | Weiner |

|                        |           |          |
| Makaay 27’ Pizarro 36’ | Marcatori | 8’ Gómez |

| Arbitro: | Kinhöfer |

|                          |           |                        |
| van der Vaart 18’ (rig.) | Marcatori | 56’ Makaay 78’ Pizarro |

| Arbitro: | Merk |

|                |           |            |
| Demichelis 23’ | Marcatori | 33’ Delura |

| Arbitro: | Meyer |

|                                   |           |              |
| Schweinsteiger 42’ Van Buyten 54’ | Marcatori | 53’ Baumgart |

| Arbitro: | Kircher |

|  |           |                                                            |
|  | Marcatori | 31’ Salihamidžić 45’ Makaay 64’ Pizarro 66’ Schweinsteiger |

#### Girone di ritorno
| Arbitro: | Gräfe |

|                         |           |                           |
| Frei 12’, 57’ Tinga 59’ | Marcatori | 25’ Van Buyten 42’ Makaay |

| Monaco di Baviera 30 gennaio 2007, ore 20:00 CET 19ª giornata | Bayern Monaco | 0 – 0 referto | Bochum | Allianz Arena (60 000 spett.)\| Arbitro: \| Drees \| |
| Arbitro:                                                      | Drees         |               |        |                                                      |

| Arbitro: | Weiner |

|                                   |           |  |
| Saenko 12’ Schroth 71’ Vittek 86’ | Marcatori |  |

| Arbitro: | Rafati |

|           |           |  |
| Makaay 8’ | Marcatori |  |

| Arbitro: | Gräfe |

|               |           |  |
| Klitzpera 10’ | Marcatori |  |

| Arbitro: | Kinhöfer |

|                                    |           |             |
| Podolski 26’ (rig.) van Bommel 55’ | Marcatori | 79’ Makiadi |

| Arbitro: | Fandel |

|                           |           |                                          |
| Giménez 58’ van Burik 82’ | Marcatori | 30’ Salihamidžić 31’ Podolski 68’ Makaay |

| Arbitro: | Merk |

|             |           |               |
| Podolski 7’ | Marcatori | 66’ Rosenberg |

| Arbitro: | Weiner |

|           |           |  |
| Preuß 78’ | Marcatori |  |

| Arbitro: | Fandel |

|                            |           |  |
| Makaay 3’ Salihamidžić 78’ | Marcatori |  |

| Arbitro: | Gräfe |

|              |           |                                   |
| Bruggink 44’ | Marcatori | 53’ Demichelis 71’ Schweinsteiger |

| Arbitro: | Kircher |

|                           |           |             |
| van Bommel 30’ Makaay 47’ | Marcatori | 60’ Voronin |

| Arbitro: | Merk |

|                |           |  |
| Cacau 23’, 25’ | Marcatori |  |

| Arbitro: | Kinhöfer |

|             |           |                                |
| Pizarro 35’ | Marcatori | 71’ van der Vaart 76’ Guerrero |

| Arbitro: | Weiner |

|           |           |            |
| Kluge 52’ | Marcatori | 12’ Makaay |

| Arbitro: | Gagelmann |

|  |           |                                                 |
|  | Marcatori | 33’ (rig.) Makaay 35’ Van Buyten 61’ Santa Cruz |

| Arbitro: | Rafati |

|                                                                 |           |                      |
| Santa Cruz 30’ Scholl 33’ van Bommel 38’ Karimi 63’ Pizarro 74’ | Marcatori | 55’ Amri 75’ Feulner |

### Coppa di Germania
| Arbitro: | Wagner |

|             |           |                                 |
| Schultz 31’ | Marcatori | 46’ Podolski 105’ (aut.) Borger |

| Arbitro: | Gagelmann |

|          |           |  |
| Ottl 50’ | Marcatori |  |

| Arbitro: | Fandel |

|                                                |           |                             |
| Reghecampf 11’, 39’ Ebbers 44’ Schlaudraff 90’ | Marcatori | 47’ Podolski 68’ van Bommel |

### Coppa di Lega
| Arbitro: | Wagner |

|                                     |                      |                           |
| Scholl Hargreaves Santa Cruz Sagnol | Tiri di rigore 4 – 1 | Boenisch Abel Løvenkrands |

| Arbitro: | Gräfe |

|                  |           |  |
| Klasnić 29’, 66’ | Marcatori |  |

### Champions League

#### Fase a gironi
| Arbitro: | Mallenco |

|                                                                |           |  |
| Pizarro 48’ Santa Cruz 52’ Schweinsteiger 71’ Salihamidžić 84’ | Marcatori |  |

| Arbitro: | Bennett |

|  |           |                          |
|  | Marcatori | 81’ Pizarro 90’ Podolski |

| Arbitro: | Hauge |

|  |           |                    |
|  | Marcatori | 19’ Schweinsteiger |

| Monaco di Baviera 31 ottobre 2006, ore 20:45 CET 4ª giornata | Bayern Monaco | 0 – 0 referto | Sporting Lisbona | Allianz Arena (66 000 spett.)\| Arbitro: \| Busacca \| |
| Arbitro:                                                     | Busacca       |               |                  |                                                        |

| Arbitro: | Gilewski |

|                           |           |                  |
| Kalynyčenko 16’ Kováč 72’ | Marcatori | 22’, 39’ Pizarro |

| Arbitro: | Cantalejo |

|            |           |            |
| Makaay 62’ | Marcatori | 90’ Vieira |

#### Fase a eliminazione diretta
| Arbitro: | De Bleeckere |

|                                   |           |                          |
| Raúl 10’, 28’ van Nistelrooij 34’ | Marcatori | 23’ Lúcio 88’ van Bommel |

| Arbitro: | Micheľ |

|                     |           |                            |
| Makaay 1’ Lúcio 67’ | Marcatori | 83’ (rig.) van Nistelrooij |

| Arbitro: | Baskakov |

|                           |           |                     |
| Pirlo 40’ Kaká 84’ (rig.) | Marcatori | 78’, 90’ Van Buyten |

| Arbitro: | González |

|  |           |                         |
|  | Marcatori | 27’ Seedorf 31’ Inzaghi |

## Statistiche

### Statistiche di squadra
| Competizione      | Punti | In casa | In casa | In casa | In casa | In casa | In casa | In trasferta | In trasferta | In trasferta | In trasferta | In trasferta | In trasferta | Totale | Totale | Totale | Totale | Totale | Totale | DR  |
| Competizione      | Punti | G       | V       | N       | P       | Gf      | Gs      | G            | V            | N            | P            | Gf           | Gs           | G      | V      | N      | P      | Gf     | Gs     | DR  |
| ----------------- | ----- | ------- | ------- | ------- | ------- | ------- | ------- | ------------ | ------------ | ------------ | ------------ | ------------ | ------------ | ------ | ------ | ------ | ------ | ------ | ------ | --- |
| Bundesliga        | 60    | 17      | 11      | 4       | 2       | 29      | 14      | 17           | 7            | 2            | 8            | 26           | 26           | 34     | 18     | 6      | 10     | 55     | 40     | +15 |
| Coppa di Germania | -     | 1       | 1       | 0       | 0       | 1       | 0       | 2            | 1            | 0            | 1            | 4            | 5            | 3      | 2      | 0      | 1      | 5      | 5      | 0   |
| Coppa di Lega     | -     | 1       | 0       | 1       | 0       | 0       | 0       | 1            | 0            | 0            | 1            | 0            | 2            | 2      | 0      | 1      | 1      | 0      | 2      | -2  |
| Champions League  | -     | 5       | 2       | 2       | 1       | 7       | 4       | 5            | 2            | 2            | 1            | 9            | 7            | 10     | 4      | 4      | 2      | 16     | 11     | +5  |
| Totale            | 60    | 24      | 14      | 7       | 3       | 37      | 18      | 25           | 10           | 4            | 11           | 39           | 40           | 49     | 24     | 11     | 14     | 76     | 58     | +18 |

### Andamento in campionato
| Giornata  | 1 | 2 | 3 | 4 | 5 | 6 | 7 | 8 | 9 | 10 | 11 | 12 | 13 | 14 | 15 | 16 | 17 | 18 | 19 | 20 | 21 | 22 | 23 | 24 | 25 | 26 | 27 | 28 | 29 | 30 | 31 | 32 | 33 | 34 |
| --------- | - | - | - | - | - | - | - | - | - | -- | -- | -- | -- | -- | -- | -- | -- | -- | -- | -- | -- | -- | -- | -- | -- | -- | -- | -- | -- | -- | -- | -- | -- | -- |
| Luogo     | C | T | C | T | C | T | C | T | C | T  | C  | T  | C  | T  | C  | C  | T  | T  | C  | T  | C  | T  | C  | T  | C  | T  | C  | T  | C  | T  | C  | T  | T  | C  |
| Risultato | V | V | N | P | V | P | V | P | V | N  | P  | V  | V  | V  | N  | V  | V  | P  | N  | P  | V  | P  | V  | V  | N  | P  | V  | V  | V  | P  | P  | N  | V  | V  |
| Posizione | 4 | 3 | 2 | 3 | 1 | 4 | 2 | 4 | 2 | 3  | 5  | 4  | 4  | 4  | 4  | 4  | 3  | 3  | 4  | 4  | 4  | 4  | 4  | 4  | 4  | 4  | 4  | 4  | 4  | 4  | 4  | 4  | 4  | 4  |

Legenda:

Luogo: C = Casa; T = Trasferta. Risultato: V = Vittoria; N = Pareggio; P = Sconfitta.

### Statistiche dei giocatori
| Giocatore         | Bundesliga | Bundesliga | Bundesliga  | Bundesliga | Coppa di Germania | Coppa di Germania | Coppa di Germania | Coppa di Germania | Coppa di Lega | Coppa di Lega | Coppa di Lega | Coppa di Lega | Champions League | Champions League | Champions League | Champions League | Totale   | Totale | Totale      | Totale     |
| Giocatore         | Presenze   | Reti       | Ammonizioni | Espulsioni | Presenze          | Reti              | Ammonizioni       | Espulsioni        | Presenze      | Reti          | Ammonizioni   | Espulsioni    | Presenze         | Reti             | Ammonizioni      | Espulsioni       | Presenze | Reti   | Ammonizioni | Espulsioni |
| ----------------- | ---------- | ---------- | ----------- | ---------- | ----------------- | ----------------- | ----------------- | ----------------- | ------------- | ------------- | ------------- | ------------- | ---------------- | ---------------- | ---------------- | ---------------- | -------- | ------ | ----------- | ---------- |
| D. Van Buyten     | 31         | 3          | 2           | 0          | 3                 | 0                 | 0                 | 0                 | 2             | 0             | 0             | 0             | 10               | 2                | 1                | 0                | 46       | 5      | 3           | 0          |
| R. Santa Cruz     | 26         | 2          | 1           | 0          | 3                 | 0                 | 0                 | 0                 | 2             | 0             | 0             | 0             | 7                | 1                | 0                | 0                | 38       | 3      | 1           | 0          |
| S. Deisler        | 4          | 0          | 0           | 0          | 0                 | 0                 | 0                 | 0                 | 0             | 0             | 0             | 0             | 1                | 0                | 0                | 0                | 5        | 0      | 0           | 0          |
| M. Demichelis     | 26         | 3          | 7           | 0          | 2                 | 0                 | 0                 | 0                 | 1             | 0             | 0             | 0             | 6                | 0                | 2                | 0                | 35       | 3      | 9           | 0          |
| B. Dreher         | 1          | 0          | 0           | 0          | 0                 | 0                 | 0                 | 0                 | 0             | 0             | 0             | 0             | 0                | 0                | 0                | 0                | 1        | 0      | 0           | 0          |
| S. Fürstner       | 1          | 0          | 0           | 0          | 0                 | 0                 | 0                 | 0                 | 0             | 0             | 0             | 0             | 0                | 0                | 0                | 0                | 1        | 0      | 0           | 0          |
| A. Görlitz        | 11         | 0          | 1           | 0          | 0                 | 0                 | 0                 | 0                 | 0             | 0             | 0             | 0             | 2                | 0                | 0                | 0                | 13       | 0      | 1           | 0          |
| O. Hargreaves     | 9          | 0          | 1           | 0          | 1                 | 0                 | 0                 | 0                 | 2             | 0             | 0             | 0             | 5                | 0                | 1                | 0                | 17       | 0      | 2           | 0          |
| M. Hummels        | 1          | 0          | 0           | 0          | 0                 | 0                 | 0                 | 0                 | 1             | 0             | 0             | 0             | 0                | 0                | 0                | 0                | 2        | 0      | 0           | 0          |
| V. Ismaël         | 1          | 0          | 0           | 0          | 0                 | 0                 | 0                 | 0                 | 0             | 0             | 0             | 0             | 0                | 0                | 0                | 0                | 1        | 0      | 0           | 0          |
| O. Kahn           | 32         | 0          | 4           | 0          | 1                 | 0                 | 0                 | 0                 | 1             | 0             | 0             | 0             | 9                | 0                | 0                | 0                | 43       | 0      | 4           | 0          |
| A. Karimi         | 13         | 1          | 0           | 0          | 0                 | 0                 | 0                 | 0                 | 1             | 0             | 0             | 0             | 2                | 0                | 0                | 0                | 16       | 1      | 0           | 0          |
| T. Kraft          | 0          | 0          | 0           | 0          | 0                 | 0                 | 0                 | 0                 | 0             | 0             | 0             | 0             | 0                | 0                | 0                | 0                | 0        | 0      | 0           | 0          |
| P. Lahm           | 34         | 1          | 3           | 0          | 3                 | 0                 | 1                 | 0                 | 2             | 0             | 0             | 0             | 9                | 0                | 0                | 0                | 48       | 1      | 4           | 0          |
| C. Lell           | 12         | 0          | 2           | 0          | 0                 | 0                 | 0                 | 0                 | 0             | 0             | 0             | 0             | 4                | 0                | 0                | 0                | 16       | 0      | 2           | 0          |
| L. Lúcio          | 26         | 0          | 1           | 0          | 2                 | 0                 | 0                 | 1                 | 1             | 0             | 0             | 0             | 8                | 2                | 2                | 0                | 37       | 2      | 3           | 1          |
| S. Maierhofer     | 2          | 0          | 0           | 0          | 0                 | 0                 | 0                 | 0                 | 0             | 0             | 0             | 0             | 0                | 0                | 0                | 0                | 2        | 0      | 0           | 0          |
| R. Makaay         | 33         | 16         | 2           | 0          | 3                 | 0                 | 0                 | 0                 | 2             | 0             | 0             | 0             | 8                | 2                | 0                | 0                | 46       | 18     | 2           | 0          |
| L. Ngwat-Mahop    | 1          | 0          | 0           | 0          | 0                 | 0                 | 0                 | 0                 | 0             | 0             | 0             | 0             | 0                | 0                | 0                | 0                | 1        | 0      | 0           | 0          |
| A. Ottl           | 24         | 1          | 2           | 0          | 2                 | 1                 | 0                 | 0                 | 2             | 0             | 0             | 0             | 7                | 0                | 2                | 0                | 35       | 2      | 4           | 0          |
| C. Pizarro        | 33         | 8          | 2           | 0          | 2                 | 0                 | 0                 | 0                 | 0             | 0             | 0             | 0             | 10               | 4                | 0                | 0                | 45       | 12     | 2           | 0          |
| L. Podolski       | 22         | 4          | 1           | 0          | 3                 | 2                 | 0                 | 0                 | 2             | 0             | 0             | 0             | 7                | 1                | 1                | 0                | 34       | 7      | 2           | 0          |
| M. Rensing        | 1          | 0          | 0           | 0          | 2                 | 0                 | 0                 | 0                 | 1             | 0             | 0             | 0             | 1                | 0                | 0                | 0                | 5        | 0      | 0           | 0          |
| C. Saba           | 0          | 0          | 0           | 0          | 0                 | 0                 | 0                 | 0                 | 0             | 0             | 0             | 0             | 0                | 0                | 0                | 0                | 0        | 0      | 0           | 0          |
| W. Sagnol         | 23         | 1          | 8           | 0          | 3                 | 0                 | 1                 | 0                 | 2             | 0             | 0             | 0             | 9                | 0                | 1                | 0                | 37       | 1      | 10          | 0          |
| H. Salihamidžić   | 29         | 4          | 5           | 0          | 3                 | 0                 | 0                 | 0                 | 2             | 0             | 0             | 0             | 10               | 1                | 2                | 0                | 44       | 5      | 7           | 0          |
| J. Santos         | 4          | 0          | 0           | 0          | 1                 | 0                 | 0                 | 0                 | 1             | 0             | 0             | 0             | 2                | 0                | 1                | 0                | 8        | 0      | 1           | 0          |
| M. Scholl         | 14         | 1          | 0           | 0          | 1                 | 0                 | 0                 | 0                 | 1             | 0             | 0             | 0             | 4                | 0                | 1                | 0                | 20       | 1      | 1           | 0          |
| B. Schweinsteiger | 27         | 4          | 6           | 0          | 3                 | 0                 | 1                 | 0                 | 2             | 0             | 0             | 0             | 8                | 2                | 1                | 1                | 40       | 6      | 8           | 1          |
| M. van Bommel     | 29         | 6          | 10          | 0          | 3                 | 1                 | 0                 | 0                 | 0             | 0             | 0             | 0             | 8                | 1                | 3                | 1                | 40       | 8      | 13          | 1          |